# Ајделштет
Ајделштет (њем. Eydelstedt) општина је у њемачкој савезној држави Доња Саксонија. Једно је од 47 општинских средишта округа Дипхолц. Према процјени из 2010. у општини је живјело 1.856 становника. Посједује регионалну шифру (AGS) 3251017.

## Географски и демографски подаци
Ајделштет се налази у савезној држави Доња Саксонија у округу Дипхолц. Општина се налази на надморској висини од 35 метара. Површина општине износи 76,1 km². У самом мјесту је, према процјени из 2010. године, живјело 1.856 становника. Просјечна густина становништва износи 24 становника/km².